# Distrito Escolar del Área de Hazleton

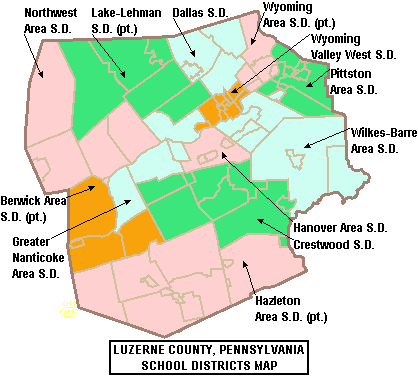
Mapa de los distritos escolares del Condado de Luzerne

El Distrito Escolar del Área de Hazleton o la Área Escolar del Distrito de Hazleton (Hazleton Area School District o HASD) es un distrito escolar de Pensilvania. Tiene su sede en el Municipio de Hazle.
Sirve al sur del Condado de Luzerne, una área del norte del Condado de Carbon, y un área del norte del Condado de Schuylkill.
A partir de 2016 tiene más de 700 maestros/profesores y menos de 10.900 estudiantes.

## Escuelas
Gestiona 13 escuelas.
Escuelas secundarias (high schools):
- Escuela Secundaria del Área de Hazleton (Hazleton Area High School) - Municipio de Hazle

Escuelas K-8:
- Escuela Primaria/Intermedia Drums (Drums Elementary/Middle School - Drums, Municipio de Butler
- Escuela Primaria/Intermedia Freeland (Freeland Elementary/Middle School) - Freeland
- Escuela Primaria/Intermedia Hazleton (Hazleton Elementary/Middle School) - Hazleton
- Escuela Primaria/Intermedia Heights-Terrace[5] (Heights-Terrace Elementary/Middle School) - Hazleton
- Escuela Primaria/Intermedia McAdoo Kelayres (McAdoo Kelayres Elementary/Middle School) - McAdoo (también sirve a la comunidad de Kelayres en el municipio de Kline)
- Escuela Primaria/Intermedia Maple Manor (Maple Manor Elementary/Middle School) - Municipio de Hazle
- Escuela Primaria/Intermedia Valley (Valley Elementary/Middle School) - Municipio de Sugarloaf
- Escuela Primaria/Intermedia West Hazleton (West Hazleton Elementary/Middle School) - West Hazleton

Escuelas primarias:
- Escuela Primaria Arthur Street (Arthur Street Elementary School) - Hazleton

Otras:
- Centro de Carreteras del Área de Hazleton (Hazleton Area Career Center) - Municipio de Hazle
- Hazleton Area Academy of Sciences - Drums, Municipio de Butler

Escuelas preescolares:
- Hazle Township Early Learning Center - Municipio de Hazle